# ぼくのエリ 200歳の少女
『ぼくのエリ 200歳の少女』（スウェーデン語: Låt den rätte komma in、英語: Let the Right One In）は、2008年のスウェーデン映画。ヨン・アイヴィデ・リンドクヴィストによる2004年の小説『MORSE -モールス-』を原作者自らが脚色した吸血鬼映画である。原題は「正しき者を招き入れよ」という意味。
核心部分の描写について本国では無修正で放映されたが、日本ではポルノ映画ではないにもかかわらず上映時にボカシ修正が入れられており、アミューズソフトエンタテインメントから販売されたセル盤も修正が入れられている。

## ストーリー
ストックホルム郊外に住む12歳の少年オスカーは母子家庭でどこにも居場所がない。オカルトや猟奇事件に興味津々で犯罪関係の本ばかり読み漁っている。学校ではクラスメイトから執拗なイジメを受けており、仕返しする勇気も持てないままポケットにナイフを忍ばせ、妄想の中で復讐にふけるばかりだった。アルコール依存症の父親は家を出てしまい、一人きりになりたいときは雪の積もるマンションの中庭で過ごしていた。
ある日、隣の部屋に親子連れが引っ越してくる。そして、オスカーは夜の中庭でミステリアスな雰囲気を持つ「エリ」と知り合う。エリは学校にも行かず、孤独がちだった。二人は自然に惹かれ合っていく。
その頃から、オスカーの家の周囲で殺人事件が相次ぐ。被害者は逆さ吊りにされ血を抜かれていた。また、ある男性は深夜に友人が女の子に襲われ、その後行方不明になるのを窓から目撃していた。
オスカーへのイジメは次第にエスカレートしていた。エリはやり返すようにオスカーを後押しする。オスカーは自分を鍛えるためトレーニングに通うようになる。また、二人はいつでも連絡が取り合えるようモールス信号を勉強するのだった。
ある晩、エリの父親は若者の襲撃に失敗する。彼はエリの本当の親ではなく、殺人を犯してエリのために血液を集めていたのだ。彼は身元を分からなくするため用意した硫酸を自ら浴びる。逮捕され病院に収容された彼はエリの前で命を絶つ。それはエリにとって破滅へのカウントダウンが始まったことを意味していた。
一方、スケートの課外授業で凍る湖に入るよう命令されたオスカーはイジメっ子にやりかえす。親には怒られたがオスカーはそのことに自信を深め、エリに告白する。自分が普通ではないと言うエリに対しオスカーは「今まで通りならいい」と告げる。二人は同じベッドで一夜を過ごすが、朝になるとエリは謎の置き手紙を残して消えていた。
その後、オスカーはエリの知られざる秘密を知ってしまう。

## キャスト
※括弧内は日本語吹替
- オスカー - カーレ・ヘーデブラント（園崎未恵）
- エリ - リーナ・レアンデション（日下ちひろ）
- ホーカン - ペール・ラグナル（外谷勝由）
- ラッケ - ペーテル・カールベリ（小柳基）
- ヴィルギニア - イーカ・ノード（栗田かおり）
- イヴォンヌ - カーリン・ベリ

## 受賞・ノミネート
| 賞                               | 部門         | 候補者                             | 結果       |
| -------------------------------- | ------------ | ---------------------------------- | ---------- |
| オースティン映画批評家協会賞     | 外国語映画賞 | -                                  | 受賞       |
| サターン賞                       | 国際映画賞   | -                                  | 受賞       |
| サターン賞                       | 若手俳優賞   | リーナ・レアンデション             | ノミネート |
| サターン賞                       | 脚本賞       | ヨン・アイヴィデ・リンドクヴィスト | ノミネート |
| 英国アカデミー賞                 | 外国語映画賞 | -                                  | ノミネート |
| ヨーロッパ映画賞                 | 作品賞       | -                                  | ノミネート |
| ヨーロッパ映画賞                 | 音楽賞       | ヨハン・セーデルクヴィスト         | ノミネート |
| クリティクス・チョイス・アワード | 外国語映画賞 | -                                  | ノミネート |

## リメイク
マット・リーヴスが監督し、コディ・スミット＝マクフィーとクロエ・グレース・モレッツが主演した『ぼくのエリ 200歳の少女』と『MORSE -モールス-』の英語映画化『モールス』は2010年10月1日に公開された。